# Gmina Zažablje
Gmina Zažablje (chorw. Općina Zažablje) – gmina w Chorwacji, w żupanii dubrownicko-neretwiańskiej. W 2011 roku liczyła 757 mieszkańców.

## Miejscowości
Gmina składa się z następujących miejscowości:
- Badžula
- Bijeli Vir
- Dobranje
- Mislina
- Mlinište
- Vidonje